# ストリ
ストリ（伊: Sutri）は、イタリア共和国ラツィオ州ヴィテルボ県にある、人口約6,800人の基礎自治体（コムーネ）。

## 地理

### 位置・広がり
ヴィテルボ県南東部のコムーネ。県都ヴィテルボから南南東へ22kmの距離にある。

#### 隣接コムーネ
隣接するコムーネは以下の通り。括弧内のRMはローマ県所属を示す。
- バッサーノ・ロマーノ
- ブラッチャーノ (RM)
- カプラーニカ
- モンテロージ
- ネーピ
- ロンチリオーネ
- トレヴィニャーノ・ロマーノ (RM)

### 気候分類・地震分類
ストリにおけるイタリアの気候分類 (it) および度日は、zona D, 1937 GGである。
また、イタリアの地震リスク階級 (it) では、zona 3B (sismicità bassa) に分類される。

## 行政

### 分離集落
ストリには、以下の分離集落（フラツィオーネ）がある。
- Casal Piumarone, Carnardo, Colle Diana, Fontevivola, Forcone, Gabellette, Monte Calderone, San Benedetto, San Martino, Valdiano